# Uromyrtus archboldiana
Uromyrtus archboldiana là một loài thực vật có hoa trong Họ Đào kim nương. Loài này được (Merr. & L.M.Perry) A.J.Scott miêu tả khoa học đầu tiên năm 1979.